# Chuan Chu
Jeffrey Chuan Chu (朱傳榘S; Tientsin, 14 luglio 1919 – Lincoln, 6 giugno 2011) è stato un informatico cinese.
Dopo aver conseguito un Bachelor of Science all'Università del Minnesota, fu tra i progettisti partecipanti al progetto ENIAC, occupandosi principalmente di divisione e radice quadrata. In seguito fu ricercatore capo all'Argonne National Laboratory e nel 1981 vinse il Computer Pioneer Award della IEEE Computer Society «per il suo lavoro pionieristico nella progettazione logica del computer elettronico».